# Volkswagen Osnabrück
Die Volkswagen Osnabrück GmbH ist ein auf Automobilentwicklung und -produktion spezialisiertes Tochterunternehmen der Volkswagen AG mit Sitz im niedersächsischen Osnabrück.
Das Unternehmen umfasst im Wesentlichen das Werk der ehemaligen, im Jahr 2009 insolvent gewordenen Wilhelm Karmann GmbH mit Ausnahme des Bereichs Dachsysteme und wurde von der Volkswagen AG für rund 39 Millionen Euro aus der Insolvenzmasse herausgekauft.
Volkswagen Osnabrück ist im Volkswagen-Konzern als Kompetenzzentrum für Cabrio- und Kleinserienproduktion und Vollfertigungsstandort positioniert. Das heißt, die entsprechenden Fahrzeuge entstehen von der Konstruktionszeichnung bis zur Endmontage vollständig am Standort in Osnabrück. Außerdem können bei Bedarf, z. B. bei Kapazitätsengpässen in anderen Werken, Komplettfertigungen oder einzelne Produktionsschritte der verschiedenen Marken des VW-Konzerns nach Osnabrück verlagert werden (genannt „Mehrmarkenkompetenz“).

## Geschichte

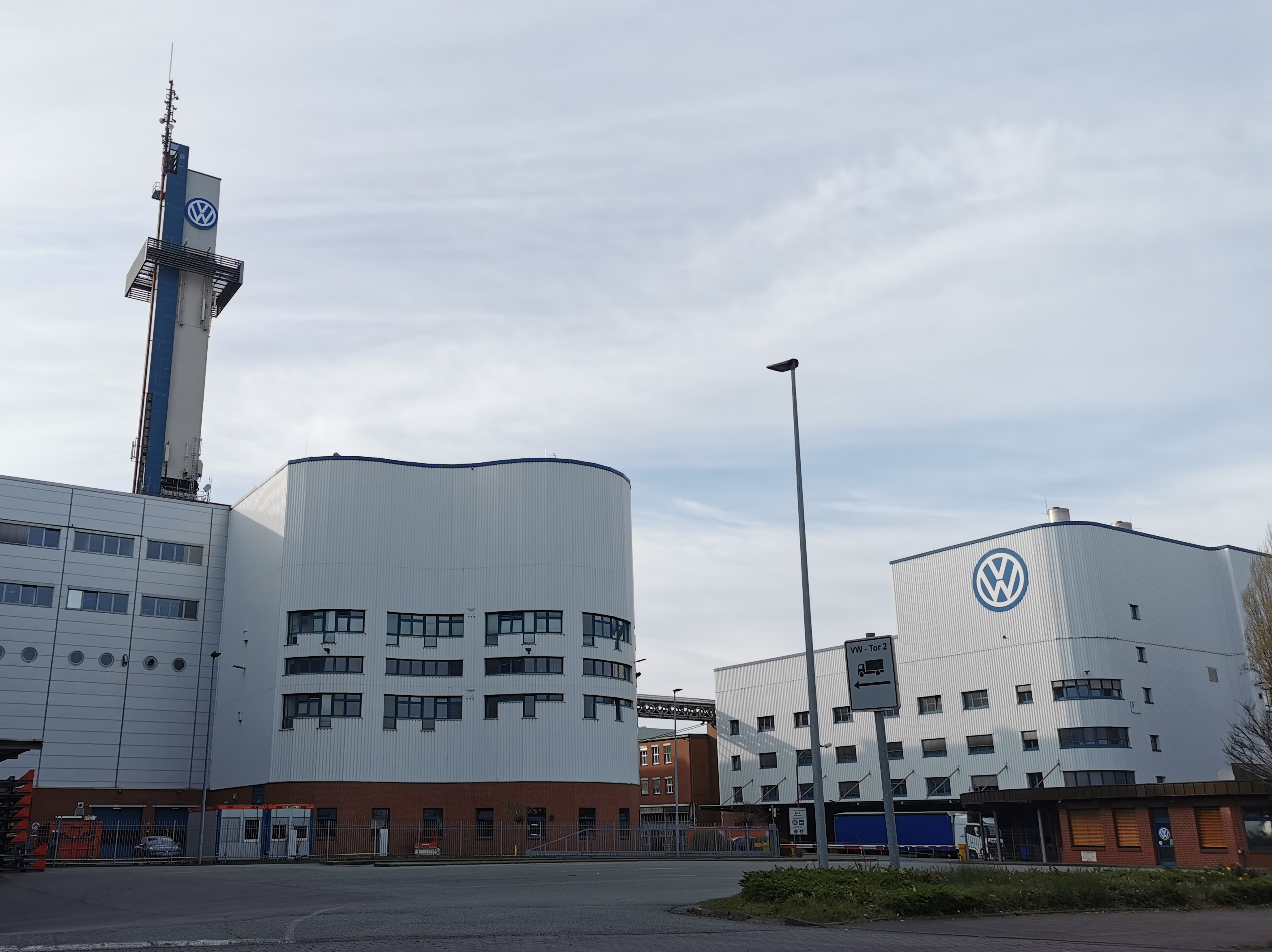
Werksgebäude von Volkswagen Osnabrück

Nachdem Karmann im April 2009 Insolvenz anmelden musste, begannen bereits im Sommer die Übernahmegespräche mit Volkswagen. Begleitet wurden diese von politischem Druck seitens der IG Metall und des Landes Niedersachsen, das knapp 20 Prozent Anteile an VW hält, mit dem damaligen Ministerpräsidenten Christian Wulff. Im Vorfeld der Aufsichtsratssitzung zur Übernahme durch Volkswagen hatten sich die IG Metall und Volkswagen auf eine sog. Grundlagenvereinbarung geeinigt. Darin wurde die Anwendung des Flächentarifvertrages der Metall- und Elektroindustrie vereinbart. Für die übernommenen Beschäftigten wurde eine Beschäftigungssicherung bis 2014 vereinbart. Im Gegenzug stimmte die IG Metall einem befristeten Verzicht auf Teile des Urlaubs- und Weihnachtsgeldes zu.
Im November 2009 wurde schließlich die teilweise Übernahme des Werkes seitens VW beschlossen und im Dezember die Volkswagen Osnabrück GmbH ins Handelsregister eingetragen. Im März 2010 wurden die Flächen, Gebäude und Fertigungseinrichtungen der Fahrzeugproduktionssparte übernommen. Im Dezember 2010 übernahm Volkswagen die Entwicklungsabteilung und im März 2011 die Metallsparte aus der Konkursmasse. Dabei wurde jeweils auch ein Großteil der Mitarbeiter übernommen.
Seit 2014 gilt der Flächentarifvertrag der Metall- und Elektroindustrie bei Volkswagen Osnabrück in vollem Umfang.

### Produktion
Im März 2011 begann die Fertigung des Golf VI Cabrio. Für die Konzerntochter Porsche sollten Produktionsengpässe des Hauptwerks Zuffenhausen aufgefangen und die Produktion der Modelle Boxster und Cayman bei Bedarf nach Osnabrück ausgelagert werden. Am 19. September 2012 startete im Auftrag von Porsche die Produktion des Boxster in Osnabrück. Im Februar 2013 gab Volkswagen außerdem bekannt, dass eine Kleinserie des Ein-Liter-Autos VW XL1 in Osnabrück gebaut werden solle. Zwischen 2014 und 2016 wurden 200 XL1 gefertigt. Ab dem 8. Juni 2015 wurde als drittes Porsche-Modell auch der Cayenne in Osnabrück montiert. 2016 wurde die Lackierung und Montage der Auslaufmodelle der ersten Tiguan-Generation für den nordamerikanischen Markt nach Osnabrück verlegt, während die Produktion des Golf Cabrio eingestellt wurde.
Im Auftrag der VW-Konzerntochter MOIA und in Kooperation mit Volkswagen Nutzfahrzeuge entwickelte Volkswagen Osnabrück innerhalb von zehn Monaten einen auf dem VW Crafter basierenden Elektro-Kleinbus, den Pluto. Mit diesem Fahrzeug wollte MOIA Fahrdienstleistungen in Großstädten anbieten. Ein Pilotprojekt startete 2019 in Hamburg. Zu diesem Zweck wurde eine Kleinserie des Kleinbusses ab 2018 im Osnabrücker Werk gebaut.
Von 2018 bis 2019 wurde der Škoda Karoq endmontiert. Im Dezember 2019 begann die Komplettfertigung des T-Roc Cabriolets, von dem jährlich bis zu 20.000 Exemplare gebaut werden sollten. Ab September 2021 sollte zusätzlich die Shooting Brake-Version des VW Arteon produziert werden. Für 2023 war erneut die Montage der Überlaufproduktion des 718 geplant. Im Januar 2024 gab VW bekannt, dass das Unternehmen die Produktion des T-Roc Cabriolets im Jahr 2025 einstellen werde; damit zieht sich die Marke VW komplett aus der Cabriolet-Produktion zurück. Anfang 2025 wurde bekannt, dass das Produktionsende infolge von Tarifverhandlungen zwischen Volkswagen und der IG Metall auf 2027 verschoben wurde.

Produzierte Fahrzeuge (Auswahl)
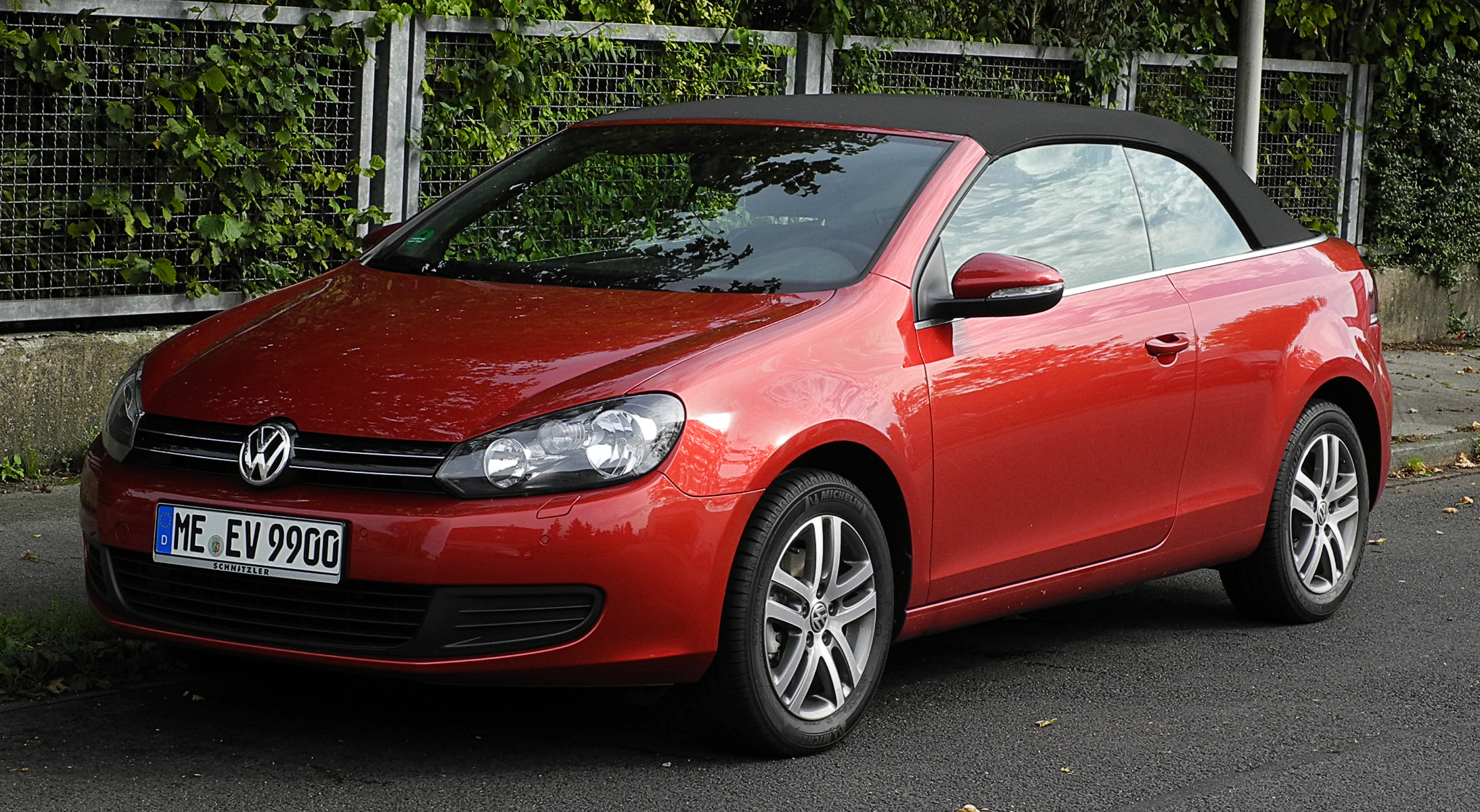
Golf VI Cabriolet
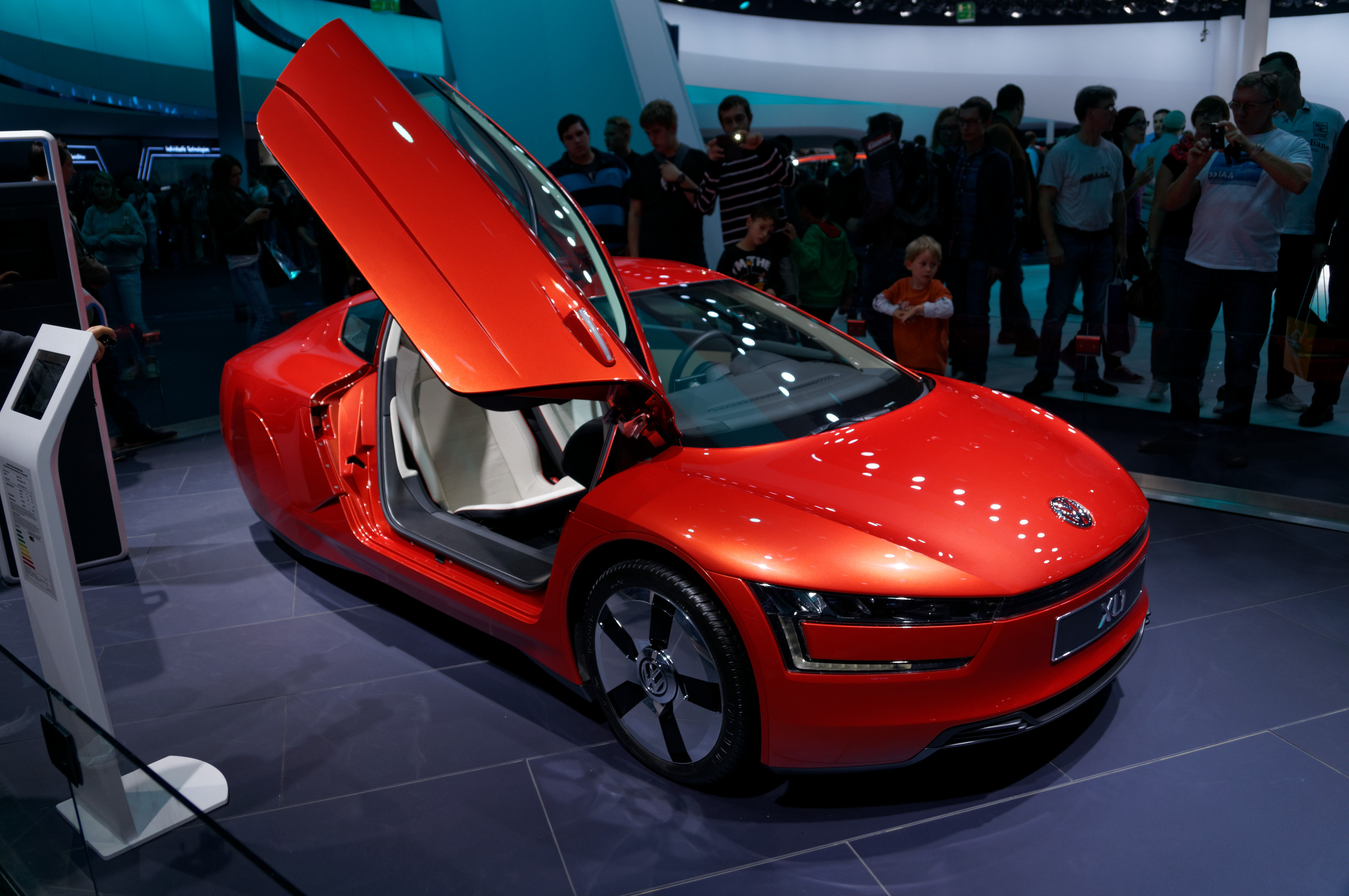
XL1
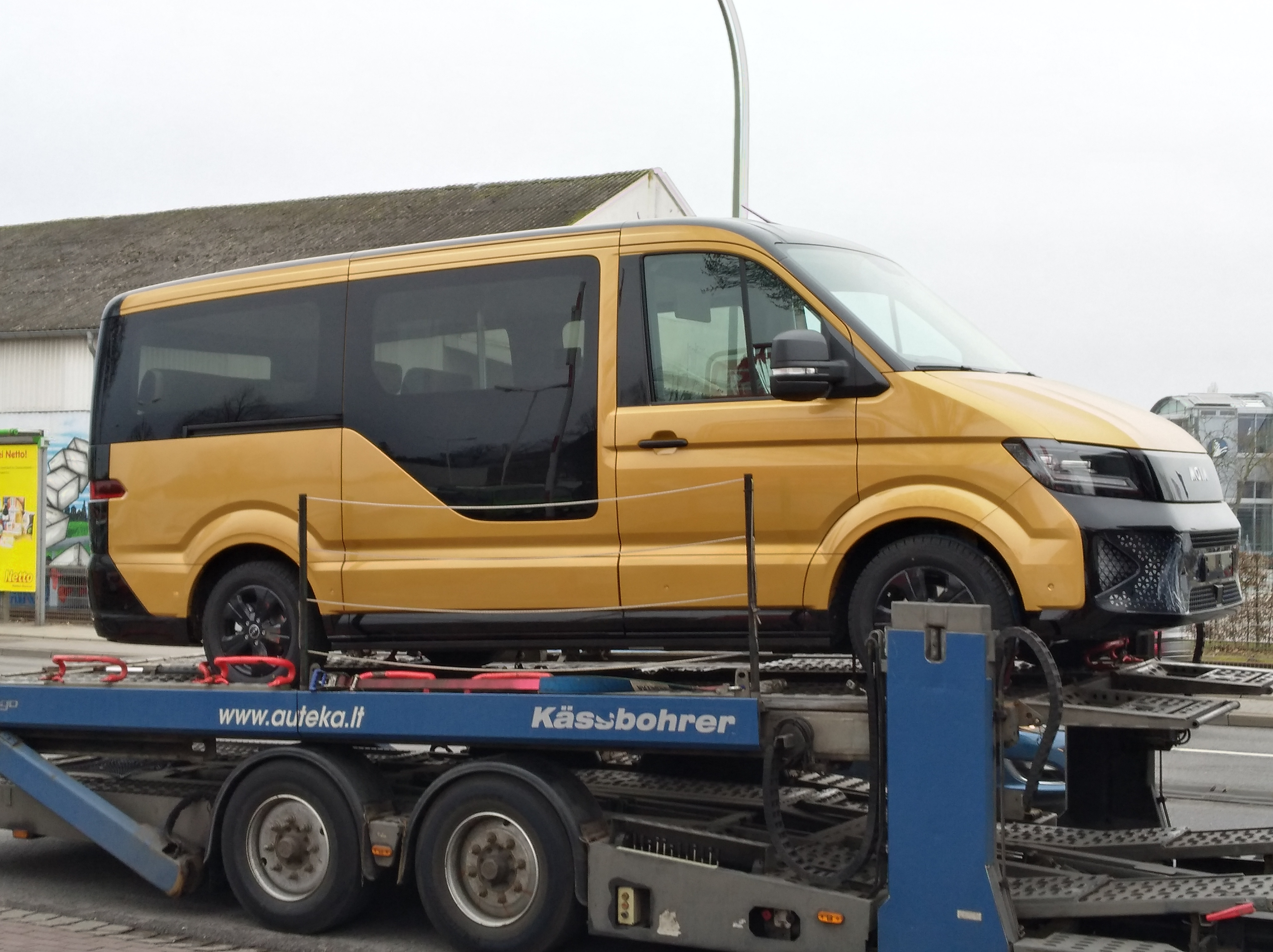
MOIA Pluto
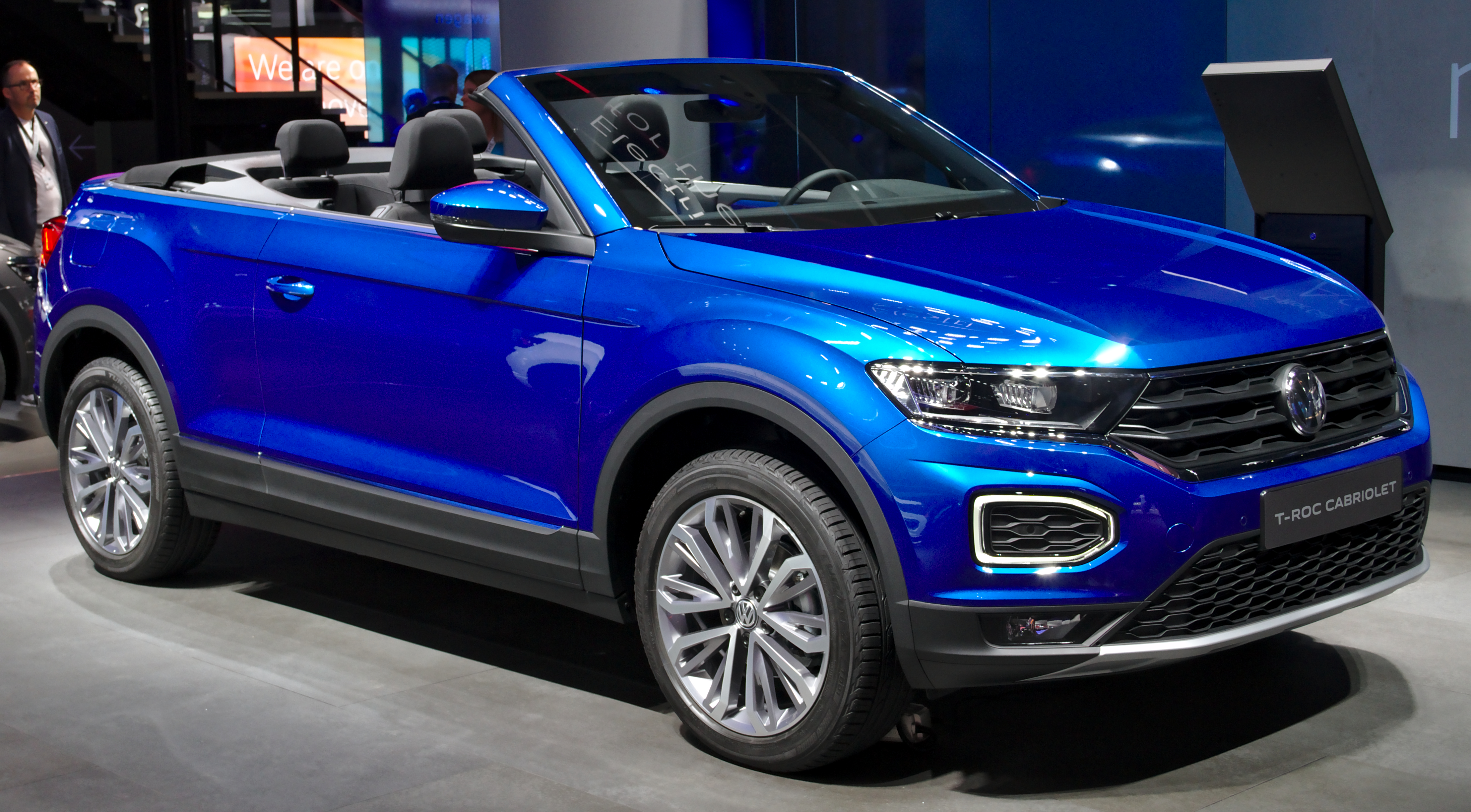
T-Roc Cabriolet
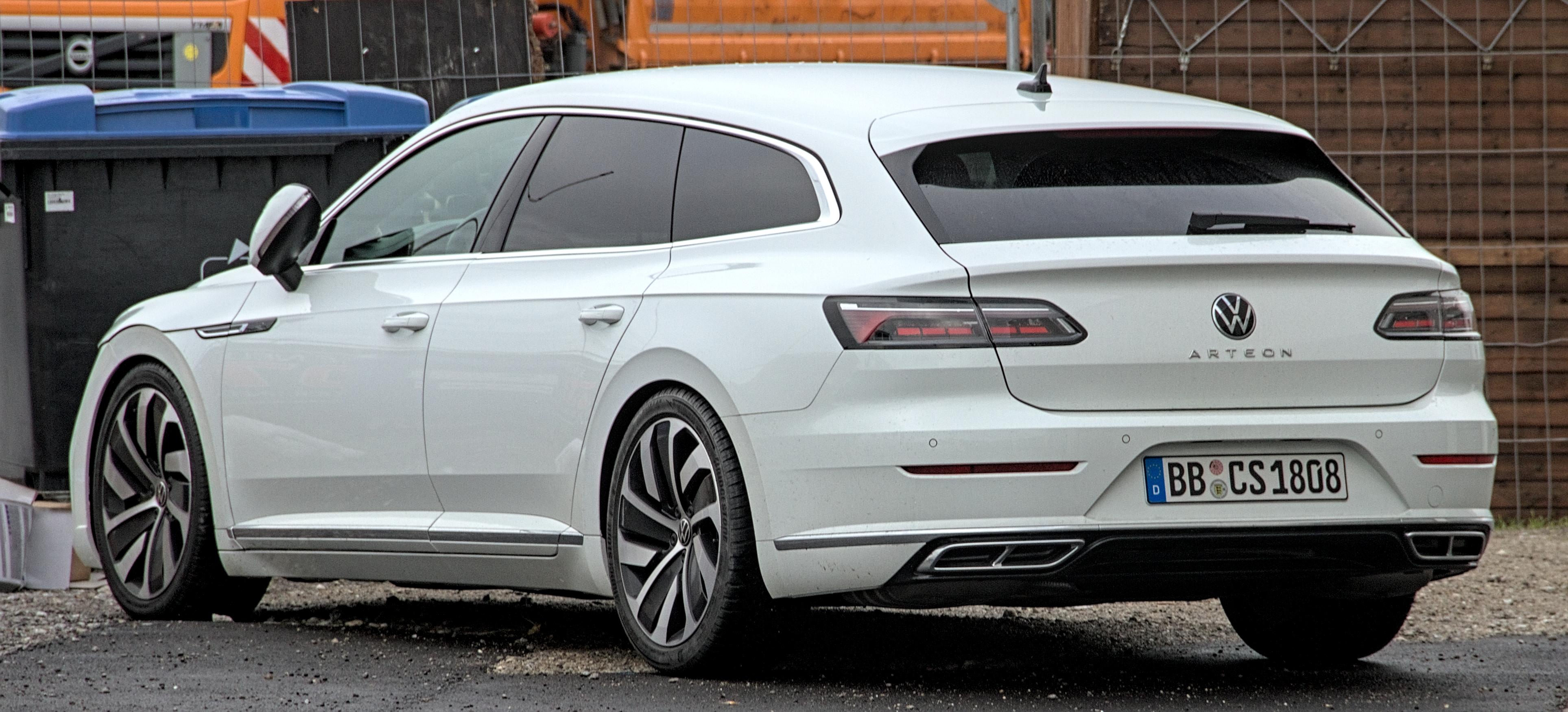
Arteon Shooting Brake

| Modell                                                     | Produktionsschritte | seit |
| ---------------------------------------------------------- | ------------------- | ---- |
| VW T-Roc Cabriolet                                         | Komplettfertigung   | 2019 |
| Porsche 718 Boxster (Typ 982) Porsche 718 Cayman (Typ 982) | Lackierung, Montage | 2023 |

| Modell                       | Produktionsschritte | Zeitraum  |
| ---------------------------- | ------------------- | --------- |
| VW Golf VI Cabrio            | Komplettfertigung   | 2011–2016 |
| Porsche Boxster (Typ 981)    | Montage             | 2012–2016 |
| Porsche Cayman (Typ 981c)    | Montage             | 2012–2016 |
| VW XL1                       | Komplettfertigung   | 2014–2016 |
| Porsche Cayenne (Typ 92A)    | Montage             | 2015–2017 |
| VW Tiguan I / Tiguan II      | Lackierung, Montage | 2016–?    |
| Škoda Fabia III              | Lackierung          | 2016–?    |
| Porsche 718 Cayman (Typ 982) | Montage             | 2017–2020 |
| MOIA Pluto                   | Komplettfertigung   | 2018–?    |
| Škoda Karoq                  | Montage             | 2018–2019 |
| VW Arteon Shooting Brake     | Montage             | 2021–2024 |